# Folie Desmares
La Folie Desmares est située rue de la Gare à Châtillon, dans le département des Hauts-de-Seine.

## Historique
Le banquier suisse Antoine Hogguer fit construire ce bâtiment pour sa maîtresse Charlotte Desmares, actrice de la Comédie Française, qui y habita.
Les Dominicaines de Notre-Dame de Grâce s'y installèrent en 1880.
Elle fut acquise par la mairie en 1984.
Le monument fait l’objet d’une inscription au titre des monuments historiques depuis le 5 juin 1987.

### Articles connexes

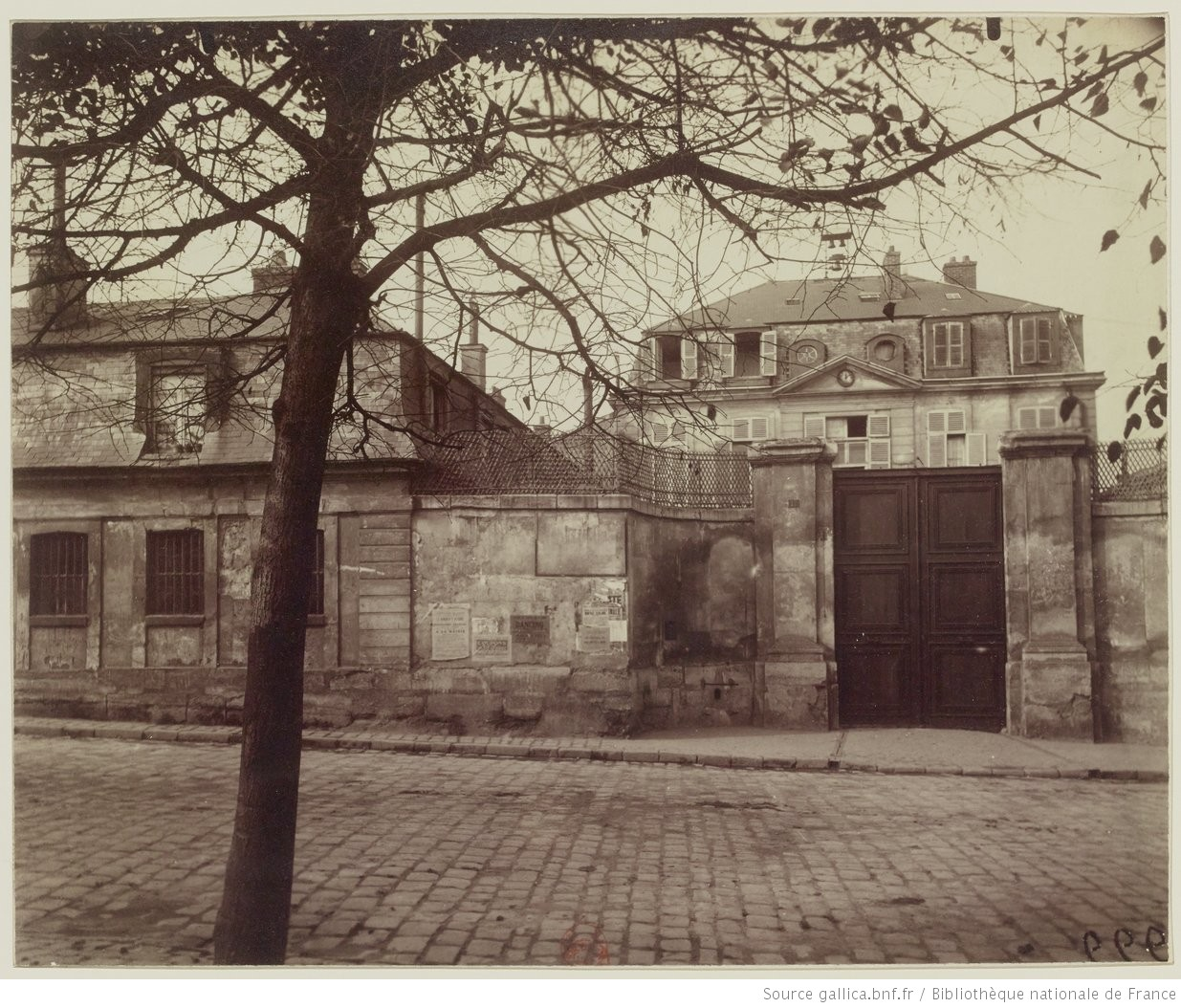
Photographie d'Eugène Atget, 1901.
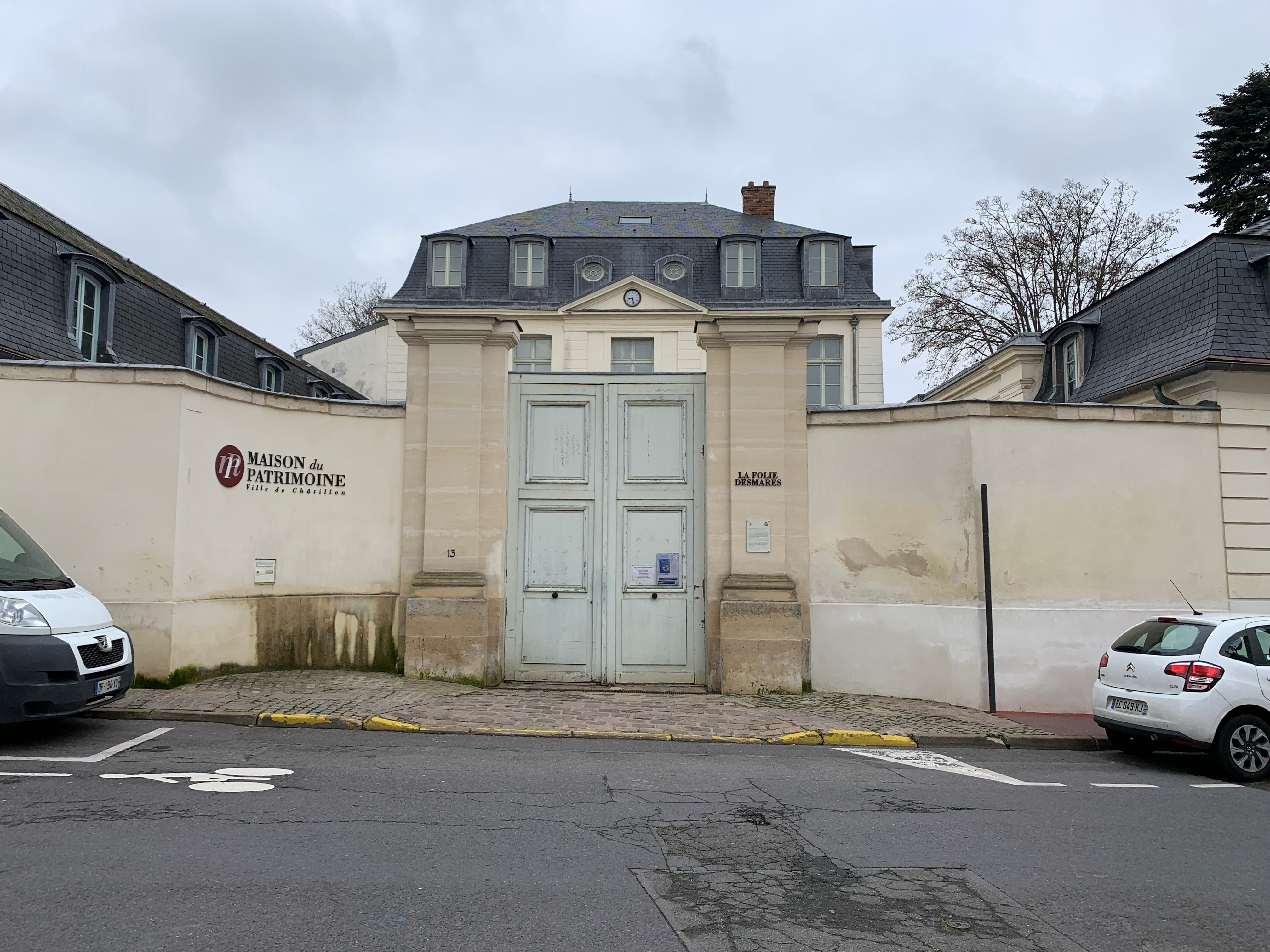
Le portail donnant sur la rue, en 2021.
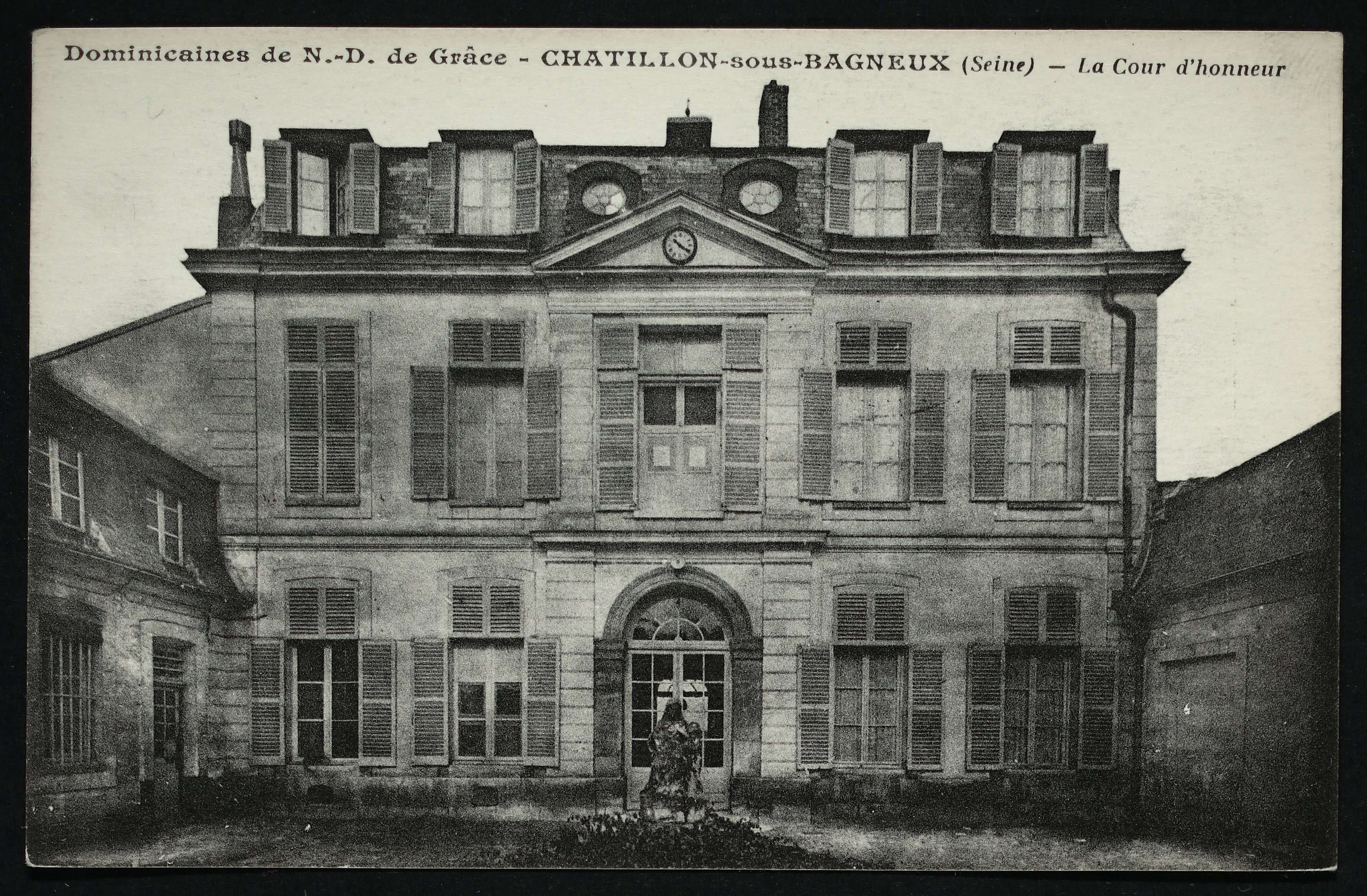
Cour d'honneur de la maison généralice des Dominicaines de Notre-Dame de Grâce, vers 1900.
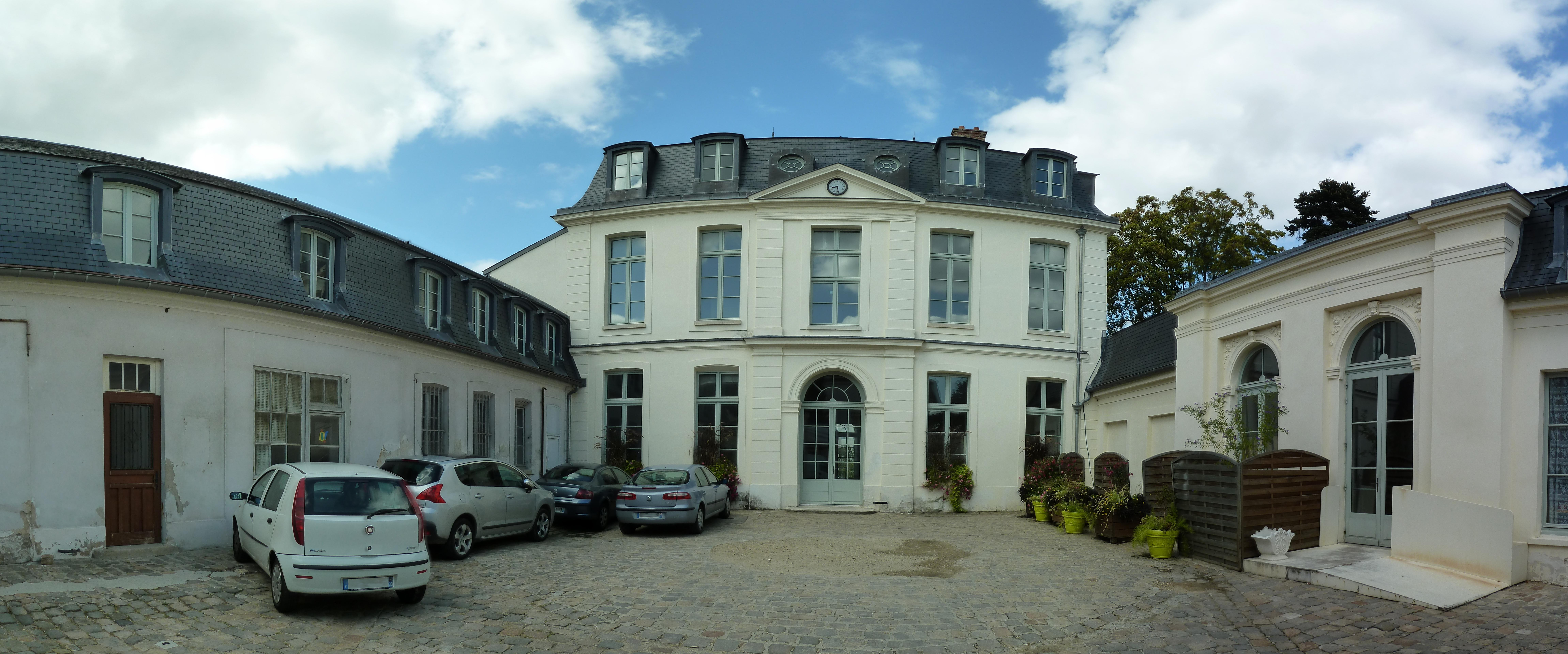
La Cour d'Honneur en 2011.
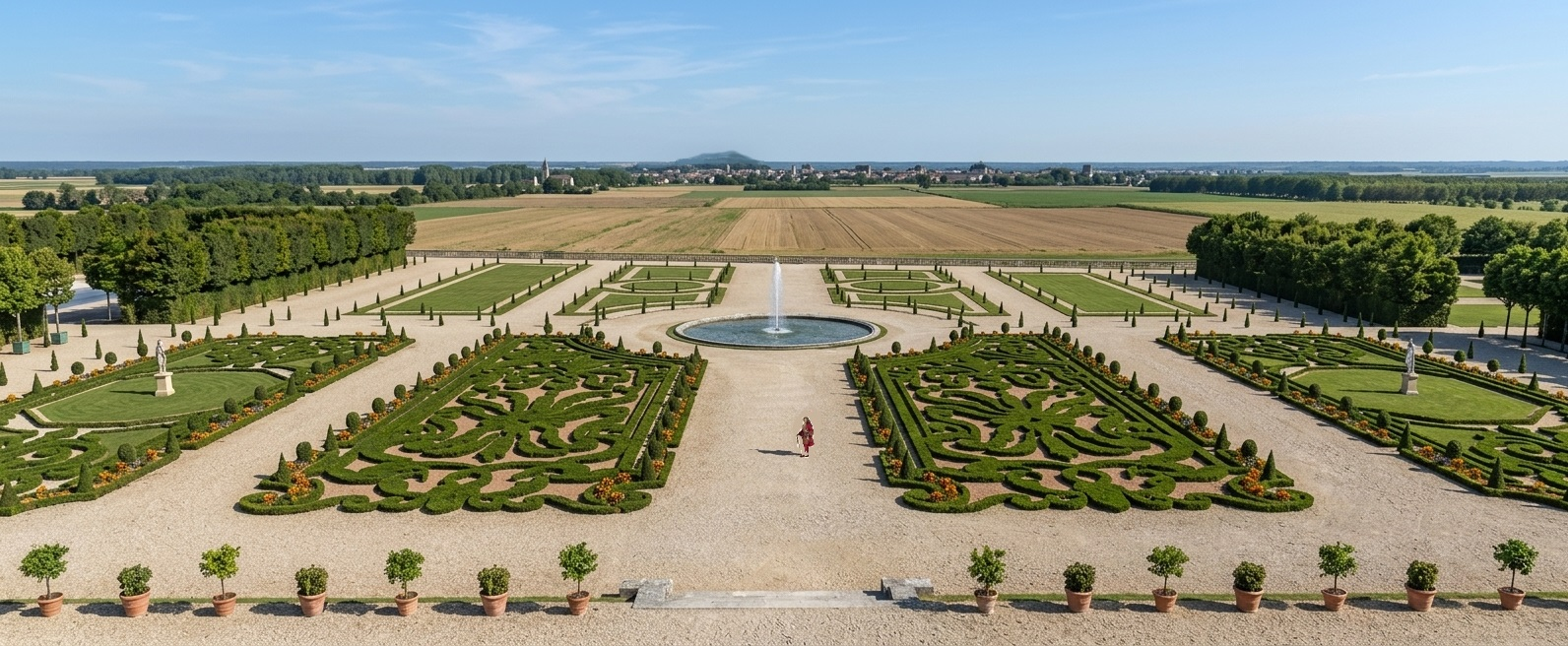
Vue du premier étage du château Folie de Châtillon avec la vue sur Paris, XVIIIe siècle.